# 레킹볼 (오버워치)
레킹볼(영어: Wrecking Ball), 본명 해먼드(영어: Hammond)는 블리자드 엔터테인먼트에서 2016년 출시한 비디오 게임인 오버워치에 등장한 캐릭터이다. 그는 메카를 제어하는 지능적인 햄스터로, 갈고리가 장착된 고속 난파 공으로 변형될 수 있다. 캐릭터는 2018년 6월 말에 오버워치의 28번째 영웅으로 소개되었으며 2018년 7월 말에 모든 플레이어가 사용할 수 있게 되었다.

## 배경 이야기
"햄스터를 화나게 하지 마라."
호라이즌 달 기지에서 자행되었던 수많은 실험 중에는 동물들의 적응력을 측정하는 실험도 있었다. 이를 위해 실험체들에게는 달에서의 생존 기간을 늘리는 유전자 조작이 이루어졌는데, 이들 중 여럿은 실험의 부작용으로 덩치가 커지고 두뇌 활동이 눈에 띄게 증가하였다. 실험체의 대부분은 고릴라 등 영장류 동물들이었고, 거기엔 해먼드라는 이름의 햄스터도 있었다.
다른 동물들처럼 지능이 점점 높아진 해먼드는 점차 자신을 둘러싼 세상에 호기심이 생겼다. 때로는 과학자들을 당혹스럽게 하거나 즐겁게 하는 것과 더불어, 해먼드는 종종 우리를 탈출하여 달 기지 이곳저곳에 숨어버리곤 했다. 과학자들은 항상 해먼드를 찾아 우리로 돌려보내곤 했지만, 그 은밀한 탈출극의 목적에 대해선 전혀 알지 못했다. 과학자들이 알아채지 못한 점은 해먼드가 곧 유용하게 쓰일 기계공으로서의 실력을 스스로 갈고 닦고 있었다는 점이었다.
이후 달 기지는 인간 과학자들의 실험에 반기를 든 일부 고릴라들의 반란으로 혼란에 휩싸였다.이중에는 반란에 동참하지 않았던 동물도 있었는데, 그들 중 하나였던 윈스턴은 지구로 도망칠 계획을 세우고 있었다. 해먼드는 기회가 왔음을 직감했다. 그래서 탈출 포드를 만들고 윈스턴에게 줄 땅콩버터를 챙긴 뒤 윈스턴의 우주선이 이륙하기 직전에 몰래 갈고리를 걸어 함께 달을 탈출하기에 이른다. 하지만 지구의 대기권에 진입하면서 해먼드는 윈스턴과 분리되어 다른 장소에 착륙했고, 해먼드가 착륙한 곳은 호주 내륙의 황무지, 쓰레기촌이었다.
해먼드는 쓰레기촌의 대형 로봇 투기장인 고철장에 출전하기 위해 자신의 탈출 포드를 개조했다. 고철장에 혜성처럼 나타난 도전자, “레킹볼”은 상대를 하나하나 쓰러뜨렸고, 이윽고 고철장의 챔피언이 되었지만, 로봇 파일럿의 정체는 끝끝내 밝혀지지 않았다. 해먼드는 이때 긁어 모은 상금으로 쓰레기들이 지배하는 내륙의 위험한 오지에서 생존하기 위해 자신의 로봇을 충분히 업그레이드했다.
이제 자유의 몸이 되어 마음대로 여행을 떠날 수 있게 된 해먼드는 세계를 여행하며 새로운 모험 거리를 찾고 있다.

## 게임 플레이
래킹볼은 기관총으로 무장한 햄스터이다. 이동 모드와 전투 모드를 바꿀 수 있다. 보호막은 6초동안 피해량을 감소시켜준다. 주변의 적들에 따라 보호막의 수치가 75씩 증가한다. 쿨타임은 8초이다. 밧줄은 래킹볼을 최고 속력으로 만들어준다. 쿨타임은 5초이다. 파일 드라이버는 높은 곳에서 떨어지면서 적에게 피해를 주는 스킬이다. 쿨타임은 10초이다. 궁극기는 근접 지뢰로 다량의 지뢰를 넓게 퍼뜨려 적이 닿으면 폭발해 큰 피해를 입힌다. 궁극기 대사는 "접근금지 접근금지"이다. 장인으로는 철갑상어탄이 있다.